# Ozerșciîna, Borodeanka
Ozerșciîna (în ucraineană Озерщина) este un sat în comuna Jovtneve din raionul Borodeanka, regiunea Kiev, Ucraina.

## Demografie
Componența lingvistică a localității Ozerșciîna
     Ucraineană (98,39%)
     Rusă (1,61%)
Conform recensământului din 2001, majoritatea populației localității Ozerșciîna era vorbitoare de ucraineană (98,39%), existând în minoritate și vorbitori de rusă (1,61%).